# Sammy Mejía
Samuel José Mejía, detto Sammy (Bronx, 7 febbraio 1983), è un ex cestista statunitense con cittadinanza dominicana.

## Carriera
È stato selezionato dai Detroit Pistons al secondo giro del Draft NBA 2007 (57ª scelta assoluta).

## Statistiche

### College
| Anno      | Squadra          | PG  | PT  | MP   | TC%  | 3P%  | TL%  | RP  | AP  | PRP | SP  | PP   |
| --------- | ---------------- | --- | --- | ---- | ---- | ---- | ---- | --- | --- | --- | --- | ---- |
| 2003-2004 | DePaul B. Demons | 32  | 31  | 29,6 | 39,3 | 37,0 | 75,3 | 4,3 | 4,4 | 1,0 | 0,1 | 7,9  |
| 2004-2005 | DePaul B. Demons | 30  | 27  | 29,3 | 44,3 | 28,8 | 62,6 | 5,0 | 3,3 | 1,2 | 0,4 | 11,8 |
| 2005-2006 | DePaul B. Demons | 27  | 25  | 32,3 | 48,4 | 29,0 | 66,9 | 4,0 | 2,5 | 0,8 | 0,1 | 15,1 |
| 2006-2007 | DePaul B. Demons | 34  | 34  | 33,5 | 48,1 | 35,3 | 60,2 | 5,9 | 2,6 | 1,0 | 0,1 | 14,1 |
| Carriera  | Carriera         | 123 | 117 | 31,2 | 45,7 | 32,8 | 65,9 | 4,8 | 3,2 | 1,0 | 0,2 | 12,1 |

### Eurolega
| Anno      | Squadra    | PG | PT | MP   | TC%  | 3P%  | TL%  | RP  | AP  | PRP | SP  | PP   |
| --------- | ---------- | -- | -- | ---- | ---- | ---- | ---- | --- | --- | --- | --- | ---- |
| 2010-2011 | Cholet     | 10 | 10 | 32,4 | 46,0 | 35,3 | 78,1 | 5,5 | 2,7 | 1,1 | 0,1 | 15,1 |
| 2011-2012 | CSKA Mosca | 6  | 0  | 10,6 | 56,5 | 40,0 | 100  | 1,5 | 1,0 | 0,7 | 0,0 | 5,0  |
| Carriera  | Carriera   | 16 | 10 | 24,2 | 47,6 | 35,9 | 79,4 | 4,0 | 2,1 | 0,9 | 0,1 | 11,3 |

### Eurocup
| Anno      | Squadra         | PG | PT | MP   | TC%  | 3P%  | TL%  | RP  | AP  | PRP | SP  | PP   |
| --------- | --------------- | -- | -- | ---- | ---- | ---- | ---- | --- | --- | --- | --- | ---- |
| 2009-2010 | Cholet          | 6  | 6  | 31,7 | 60,0 | 55,2 | 75,8 | 3,7 | 2,7 | 0,8 | 0,2 | 22,8 |
| 2012-2013 | Bandırma B.İ.K. | 12 | 11 | 33,1 | 60,4 | 41,4 | 65,7 | 5,3 | 2,5 | 1,6 | 0,3 | 14,1 |
| 2013-2014 | Bandırma B.İ.K. | 16 | 16 | 28,9 | 56,3 | 38,2 | 78,2 | 5,3 | 2,4 | 1,5 | 0,1 | 14,6 |
| 2014-2015 | Bandırma B.İ.K. | 18 | 18 | 32,5 | 42,3 | 48,1 | 85,9 | 5,4 | 3,3 | 1,3 | 0,5 | 13,7 |
| 2017-2018 | Tofaş Bursa     | 10 | 9  | 29,6 | 51,8 | 45,2 | 85,0 | 3,1 | 2,7 | 1,3 | 0,2 | 11,9 |
| 2018-2019 | Tofaş Bursa     | 10 | 8  | 29,0 | 51,5 | 50,0 | 88,0 | 3,4 | 4,5 | 1,3 | 0,3 | 14,7 |
| 2019-2020 | Tofaş Bursa     | 12 | 9  | 27,8 | 53,2 | 51,0 | 90,0 | 2,5 | 2,7 | 1,1 | 0,2 | 13,4 |
| Carriera  | Carriera        | 84 | 77 | 30,4 | 52,7 | 47,3 | 81,0 | 4,3 | 3,0 | 1,3 | 0,3 | 14,5 |

## Palmarès

### Squadra
- Campionato francese: 1

Cholet: 2009-10
- Campionato russo: 1

CSKA Mosca: 2011-12
- Match des Champions: 1

Cholet: 2010
- VTB United League: 1

CSKA Mosca: 2011-12

### Individuale
- LNB Pro A MVP straniero: 1

Cholet: 2010-2011
- All-Eurocup First Team: 1

Bandirma Banvit: 2014-15